# درع المجتمع الإنجليزي 2008
درع الاتحاد الإنجليزي 2008 (بالإنجليزية: 2008 FA Community Shield)‏ هو الموسم 86 من  درع الاتحاد الإنجليزي. أقيم بتاريخ 10 أغسطس 2008، والذي يشرف على تنظيمه الاتحاد الإنجليزي لكرة القدم، وفاز فيه مانشستر يونايتد.